# محمد بن الطيب القادري
هو الصوفي المؤرخ محمد بن الطيب القادري سليل أسرة من نسل الشيخ عبد القادر الجيلانى، هاجرت من بغداد بعد سقوطها في يد المغول إلى الكوفة ومنها إلى الأندلس، ثم إلى فاس بعد سقوط الأندلس في يد الأسبان.
ولد الشيخ ابن الطيب القادري في 7 ربيع الأول 1124هـ = 1717م بمدينة فاس بالمغرب وهو مؤلف أهم وأكبر مراجع تاريخ المغرب في القرنين 11 – 12 هـ = 17 – 18 م.
استطاع ابن الطيب أن يرسم في كتابه «النقاط الدرر ومستفاد المواعظ والعبر من أخبار وأعيان المائة الحادية عشرة والثانية عشرة» صورة متكاملة للقرنين الذين كانا محور تأريخه، فغطى تاريخ الإسلام والاجتماع والثقافة والاقتصاد والسياسة والأزمات والانفراجات، وبالجملة فقد أحصى التقاط الدرر صغائر عصره وكبارها من خلال ترجمته لـ 496 شخصية فكان درة الدرر.
توفي الشيخ ابن الطيب القادري في 25 شعبان 1187هـ ودفن في مدينة فاس بالمغرب الأقصى.